# Electronica (Musik)
Electronica ist eine Sammelbezeichnung für verschiedene Stilarten elektronischer Musik, wie z. B. IDM, Drum and Bass, Big Beat und verschiedene Downbeat-Genres (u. a. Trip-Hop, Dub und Lounge-Musik); im weiteren Sinne werden auch Techno und House sowie Electro und Electroclash hinzugezählt. Obwohl einige der unter „Electronica“ zusammengefassten Stile aufgrund ihrer abstrakten oder gar fehlenden Rhythmusstrukturen untanzbar sind und sich somit vielmehr zum Zuhören eignen (auch Electronic Listening Music bzw. Home Listening Music genannt), gelten sie als Teil der elektronischen Tanzmusik (Electronic Dance Music, kurz EDM).
Andere, vor allem mit den 1980er Jahren assoziierte Genres der elektronischen Tanzmusik, wie EBM, Synthiepop oder New Beat, die oftmals auf klassischen Songstrukturen basieren (Strophe/Refrain) und denen ein Bezug zu afro-amerikanischer, groove-orientierter Musik fehlt, sind in dieser Definition nicht enthalten.

## Charakteristik
Electronica profitierte von den Fortschritten in der Musiktechnologie, besonders von elektronischen Musikinstrumenten, Synthesizern, Musikseqenzern und digitalen Audio-Workstations. Mit der Entwicklung der Technologie wurde es Einzelpersonen oder kleineren Gruppen möglich, in Studios elektronische Songs und Aufnahmen zu produzieren. Auch die Verwendung von Musik-Samples und Loops dienen als Baukästen zur Musikkomposition.
Dies führte zu einer Periode des kreativen Experimentierens und der Entwicklung neuer Formen, von denen einige als Electronica bekannt wurden.

## Namensherkunft
Die Bezeichnung „Electronica“ wurde 1983 zunächst für ein Sheffielder Musikfestival verwendet („UK Electronica – Future Age Music Festival“, später in London veranstaltet), auf dem Künstler aus dem Ambient-/Industrial- und Experimental-Elektronik-Umfeld auftraten (bspw. Lightwave, Konstruktivists oder Tangerine Dream). Eine Verwendung als musikalische Dachbezeichnung erfuhr „Electronica“ jedoch erst mit der rasanten Entwicklung neuer Stile der elektronischen Tanzmusik in den 1990ern.
Insbesondere in Nordamerika wurde die Bezeichnung von der Musikindustrie aufgegriffen und fand in der zweiten Hälfte der 1990er Jahre über Medien wie Fernsehen, Zeitschriften und Musikkompilationen (darunter „One World Electronica“ mit Künstlern unterschiedlicher musikalischer Herkunft, „Beats Electronica“ für Big Beat und „Psychedelic Electronica“ mit Künstlern aus dem Goa-Trance-Umfeld) weltweite Verbreitung.

„‚Electronica‘ as a term appeared in the later 1990s as a descriptor for divergent EDMs and their abstractions. Used in North America less broadly than Europe, it has been charged by some as a deliberate marketing term for popular electronic music.“

## Bedeutende Künstler
Häufig mit „Electronica“ assoziierte Künstler sind: Aphex Twin, The Orb, Luke Vibert, Massive Attack, The Crystal Method, Bill Laswell, Björk, Coldcut, The Future Sound of London, Orbital, Apollo 440, The Chemical Brothers, Tricky, Portishead, Lamb, Morcheeba, Plastikman, Goldie, DJ Krush, Photek, Squarepusher, Kruder & Dorfmeister, Loop Guru, Mike Paradinas (µ-ziq), 808 State, The Prodigy, Röyksopp, Underworld und Flume.